# エクトル・モレノ
エクトル・モレノ（Héctor Moreno）こと、エクトル・アルフレード・モレノ・エレーラ（Héctor Alfredo Moreno Herrera， 1988年1月17日 - ）は、メキシコ・シナロア州クリアカン出身のサッカー選手。リーガMX・CFモンテレイ所属。メキシコ代表。ポジションはディフェンダー。

## 経歴

### クラブ
15歳の時、UNAMプーマスのユースに入団する。2005年にはメキシコ代表としてFIFA U-17世界選手権に優勝し、その後クラブでもトップチームに上がった。2007年には守備的ミッドフィールダーとしてFIFA U-20ワールドカップにも出場。2007年12月12日、4年半の契約エールディヴィジのAZアルクマールに移籍した。2008-09シーズン、AZはリーグ制覇をしたほか、オランダスーパーカップも獲得。2014年まで契約を延長した。
2011年6月22日にスペインのRCDエスパニョールに5年契約で加入した。
2015年8月15日、PSVアイントホーフェンに移籍した。
2017年6月13日、ASローマに4年契約で加入した。
2018年1月31日、レアル・ソシエダに移籍した。

### 代表
FIFAワールドカップ・南アフリカ大会にも招集され、グループリーグのフランス戦、ウルグアイ戦に先発出場した。
2012年6月12日のワールドカップ予選・エルサルバドル戦で、代表初得点となる決勝ゴールを挙げた。

## 代表歴

### 出場大会
- メキシコ代表
  - 2010 FIFAワールドカップ
  - 2014 FIFAワールドカップ
  - 2018 FIFAワールドカップ
  - 2022 FIFAワールドカップ

### 試合数
- 国際Aマッチ 132試合 5得点（2007年-）[5]

| メキシコ代表 | 国際Aマッチ | 国際Aマッチ |
| 年           | 出場        | 得点        |
| ------------ | ----------- | ----------- |
| 2007         | 1           | 0           |
| 2008         | 1           | 0           |
| 2009         | 1           | 0           |
| 2010         | 12          | 0           |
| 2011         | 14          | 0           |
| 2012         | 9           | 1           |
| 2013         | 11          | 0           |
| 2014         | 8           | 0           |
| 2015         | 7           | 0           |
| 2016         | 11          | 1           |
| 2017         | 14          | 1           |
| 2018         | 6           | 0           |
| 2019         | 9           | 1           |
| 2020         | 4           | 0           |
| 2021         | 11          | 1           |
| 2022         | 12          | 0           |
| 2023         | 1           | 0           |
| 通算         | 132         | 5           |

## タイトル
AZアルクマール
- エールディヴィジ 2008-09
- ヨハン・クライフ・スハール 2009

PSVアイントホーフェン
- エールディヴィジ 2015-16
- ヨハン・クライフ・スハール 2016

メキシコ代表
- 2005 FIFA U-17世界選手権